# افعی رخ‌چاله چشم‌درشت
افعی رخ‌چاله چشم‌درشت (نام علمی: Trimeresurus macrops)، یک گونه سمی از افعی رخ‌چاله بومی است که بومی جنوب شرق آسیا است. هیچ زیرگونه‌ای در حال حاضر شناسایی نشده‌است. نام‌های رایج آن عبارتند از افعی رخ‌چاله چشم‌درشت و افعی رخ‌چاله سبز.
در جنوب شرقی آسیا در شمال کامبوج، لائوس، تایلند و جنوب ویتنام یافت می‌شود. محل تایپ ارائه‌شده «بانکوک، تایلند» است.